# Cobb-Syndrom
Das Cobb-Syndrom ist eine sehr seltene, angeborene Gefäßmissbildung  in der Haut, in der Muskulatur, in den Knochen und im Rückenmark. Das Auftreten ist beschränkt auf einen bestimmten Körperabschnitt, ein spinales „metameres“ Segment. Es treten kombiniert venöse oder arterio-venöse Angiome auf.
Während Hämangiome in der Haut völlig harmlos sein können, sind sie bei diesem Syndrom ein Hinweis auf mögliche versteckt liegende Läsionen wie AV-Malformationen im Rückenmark, welche zu erheblichen Schäden mit Ausfällen und Lähmungen führen können.
Synonyme sind: Kutanmengiospinale Angiomatose; Spinales arteriovenöses metameres Syndrom; SAMS 1-31
Die Erstbeschreibung stammt aus dem Jahre 1890 von K. Berenbruch.
Die Namensbezeichnung bezieht sich auf den Autor eines Berichtes über dieses Syndrom aus dem Jahr 1915.

## Vorkommen
Die Häufigkeit wird mit unter 1 zu 1.000.000 angegeben, bislang wurde über weniger als 100 Betroffene berichtet. Es besteht kein Geschlechtsunterschied, auch keine familiäre Häufung. In 16 % ist mehr als ein Segment betroffen, liegen diese nebeneinander, spricht man von einer multimetameren Form. Das Cobb-Syndrom hat an den AV-Malformationen des Rückenmarkes einen Anteil von unter 15 %.

## Ursachen
Die Ursache ist nicht bekannt, dürfte jedoch in der frühen Embryogenese liegen.
Es wurde diskutiert, ob das Cobb-Syndrom zusammen mit dem Sturge-Weber-Syndrom, den Formen des Zerebrofazialen arteriovenösen metameren Syndromes und dem PHACE-Syndrom (Pascual-Castroviejo-Syndrom) durch eine ähnliche somatische Mutation verursacht werden.

## Klinische Erscheinungen
Art und Ausmaß der Veränderungen hängt von der genauen Lokalisation der Gefäßmissbildung ab.
- meist untere Extremitäten mit unsymmetrischen motorischen und sensorischen Ausfällen
- Neurologische Veränderungen wie bei frischer Blutung oder venöser Stauung
- Hautveränderungen sind häufig flache Naevi, aber auch Angiokeratome, Angiolipome und Lymphangiome

## Diagnose
Klinisch sind die Hautveränderungen leicht, die tiefer liegenden Angiome nur bildgebend erfassbar mittels Sonographie, Kernspintomographie einschließlich MR-Angiographie. Eine detaillierte Darstellung auch zur eventuellen Therapieplanung erfolgt durch eine Gefäßdarstellung, eine Angiographie.
Bereits vor der Geburt können Veränderungen vorliegen und sonographisch erfasst werden.

## Differentialdiagnose
Abzugrenzen sind:
- Fabry-Syndrom (Angiokeratoma Corporis Diffusum)
- Herpes Zoster
- kindliche Hämangiome

## Therapie
Möglichkeiten der Behandlung der intraspinalen Hämangiome oder AV-Malformationen sind hauptsächlich die Embolisation und spinale Dekompression durch Laminektomie, eventuell auch die Gabe von Kortikosteroiden.
Komplikationen der Erkrankung können bei nicht rechtzeitiger oder ausreichend effektiver Behandlung die subakute nekrotisierende Myelitis (Foix-Alajouanine Syndrom) oder Thrombosierungen in den Angiomen sein.